# شمس أباد (أرزوئية)
شمس أباد (بالفارسية: شمس‌آباد) هي قرية تقع في إيران في Arzuiyeh Rural District. يقدر عدد سكانها بـ 24 نسمة .